# Dom von Parma
Der Dom von Parma mit dem Patrozinium Santa Maria Assunta (Mariä Aufnahme in den Himmel) ist die Kathedrale des römisch-katholischen Bistums Parma.

## Geschichte
Eine frühchristliche Kirche, wahrscheinlich über einem vorchristlichen Heiligtum errichtet, befand sich seit dem 4. oder 5. Jahrhundert an der Stelle des heutigen Domplatzes. Ab 860 entstand nahebei die Marienkirche, die zur Kathedrale wurde. Nach deren Zerstörung durch einen Brand begann 1074 in mehreren Bauphasen die Errichtung des heutigen Doms. Der Glockenturm entstand zwischen 1284 und 1294 im gotischen Stil.

## Architektur und Ausstattung

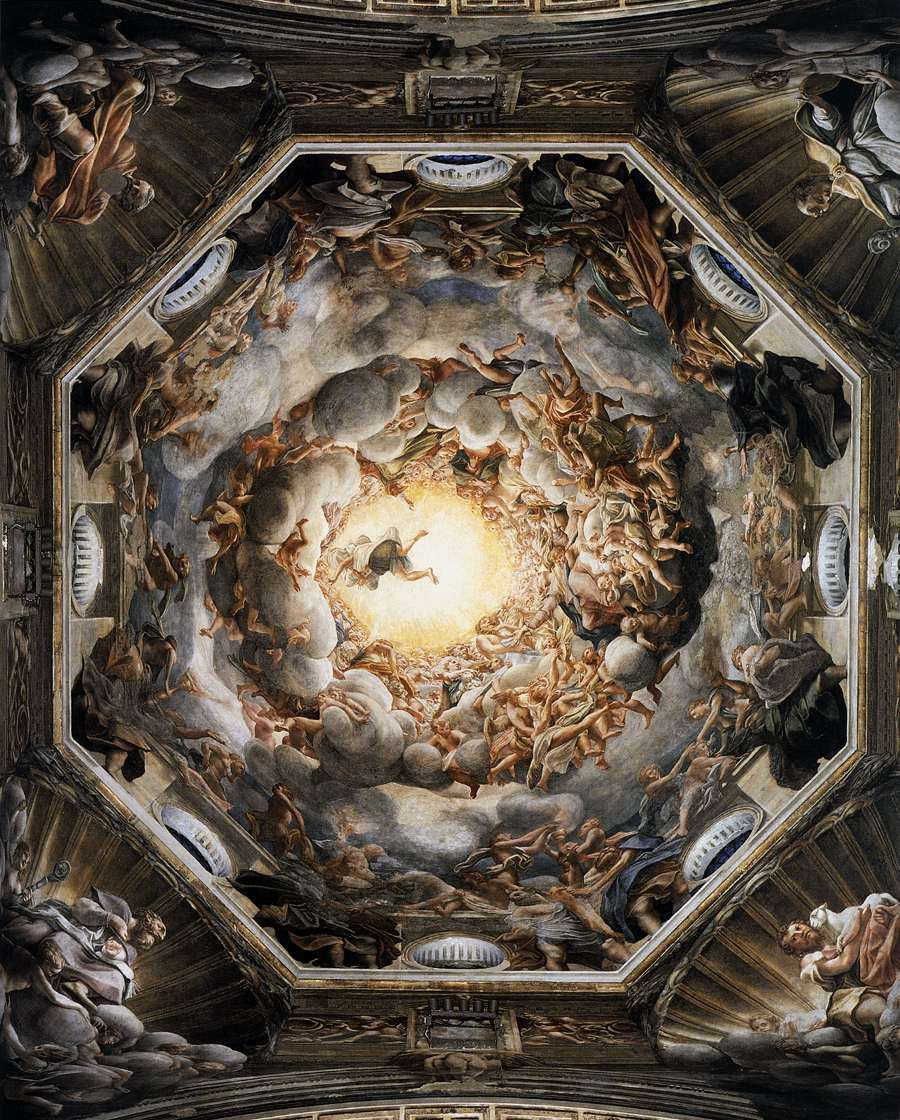
Kuppelfresko von Correggio

Die Kathedrale ist eine dreischiffige Basilika auf Kreuzgrundriss. Sie zeigt, bis auf den gotischen Glockenturm, größtenteils romanische Formen.
Bemerkenswert ist die dreigeschossige Portalfassade mit zwei horizontalen und einer giebelförmigen Arkade. Die drei Portale finden ihre Entsprechung in den drei Schiffen des Innenraums.

### Kuppel
Über der Vierung steht ein oktogonaler Vierungsturm, der von einer Kuppel überwölbt ist. Sie ist innen mit einem wegweisenden Fresko der Aufnahme Marias in den Himmel von Antonio da Correggio ausgemalt; seine Darstellung nutzt die von Melozzo da Forlì übernommene Technik der perspektivischen Verkürzung so wirkungsvoll, dass sie als Vorbild für spätere Werke des Barock gilt.

### Orgeln

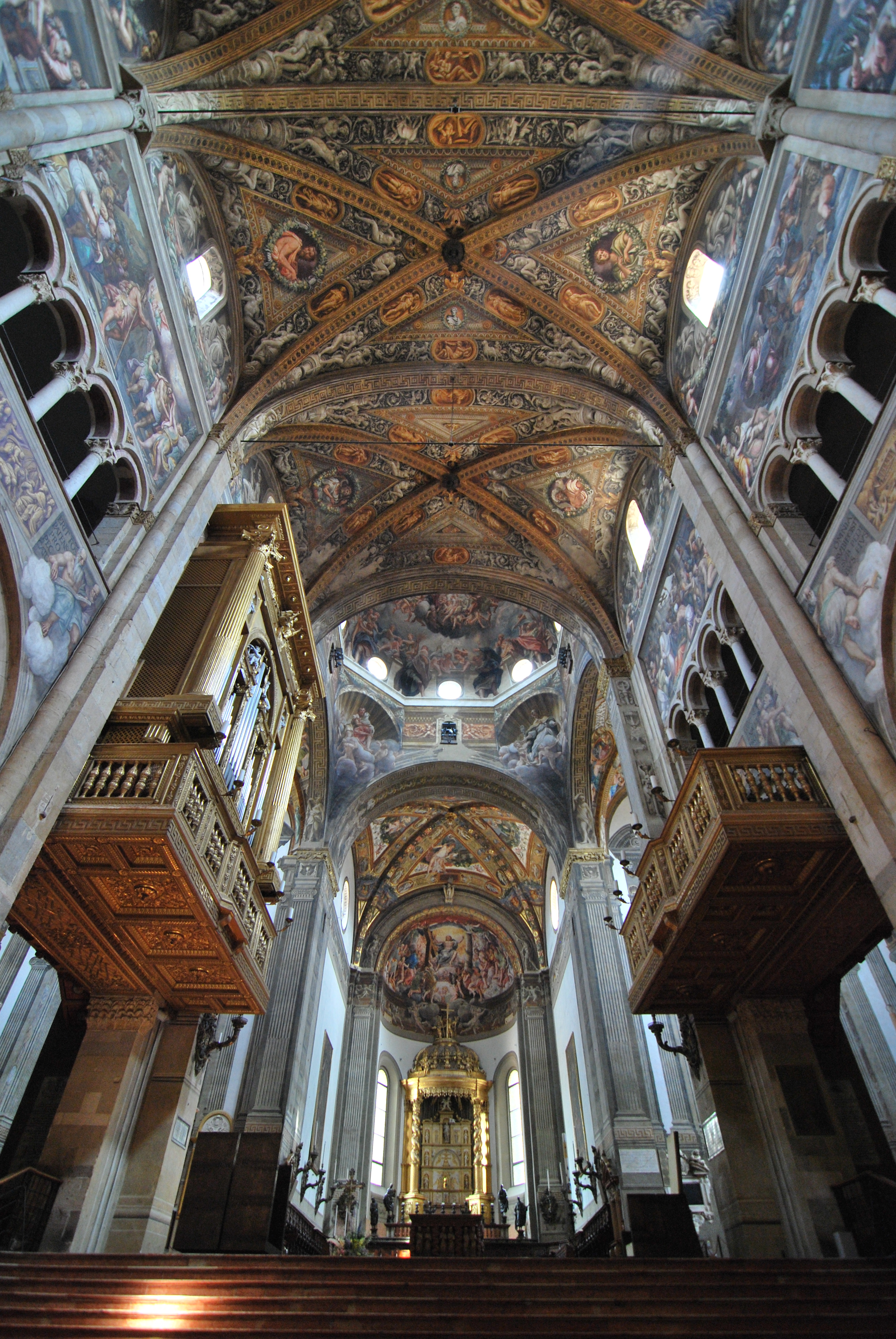
Langhausgewölbe, Kuppel und Chor

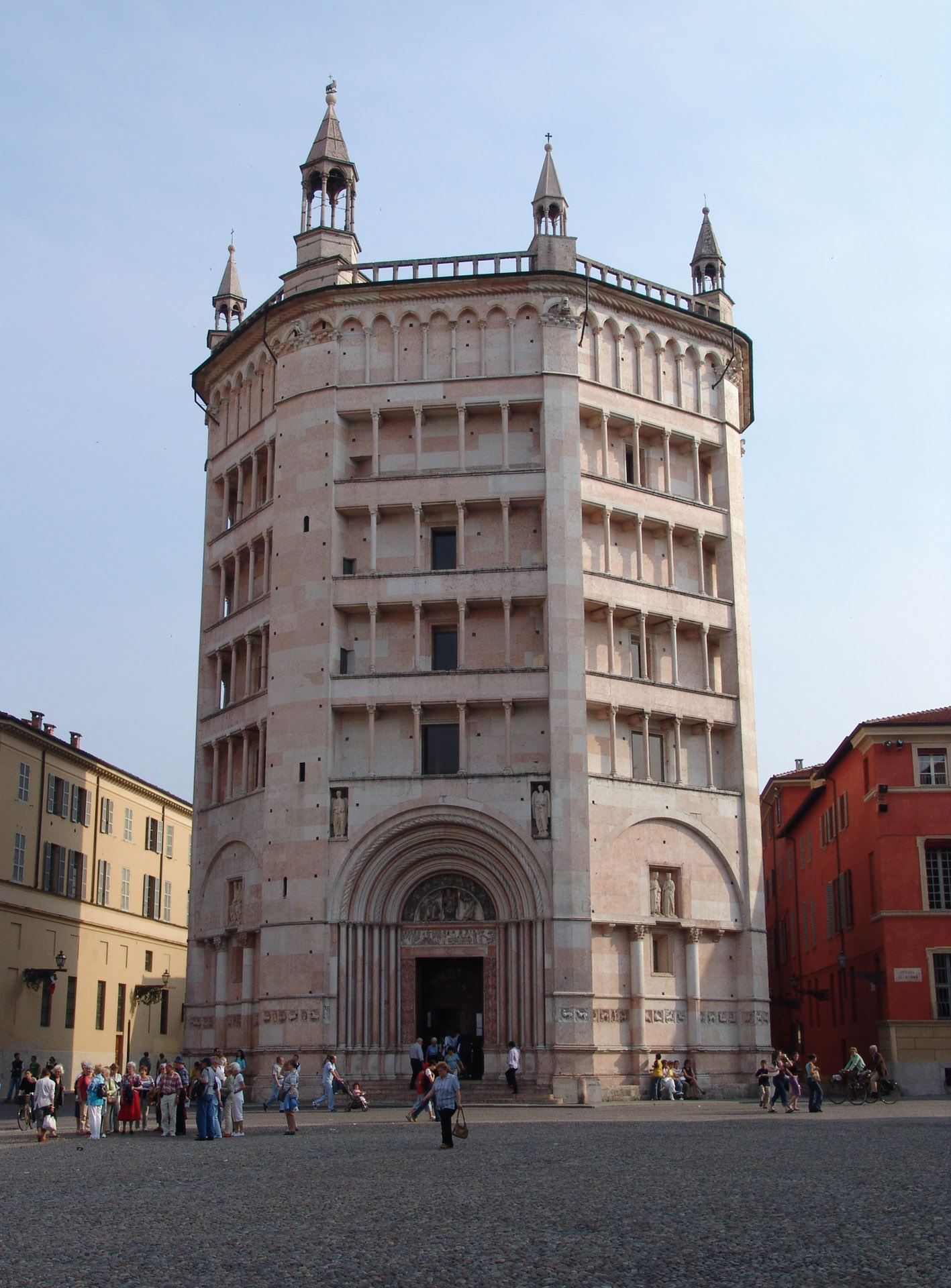
Baptisterium

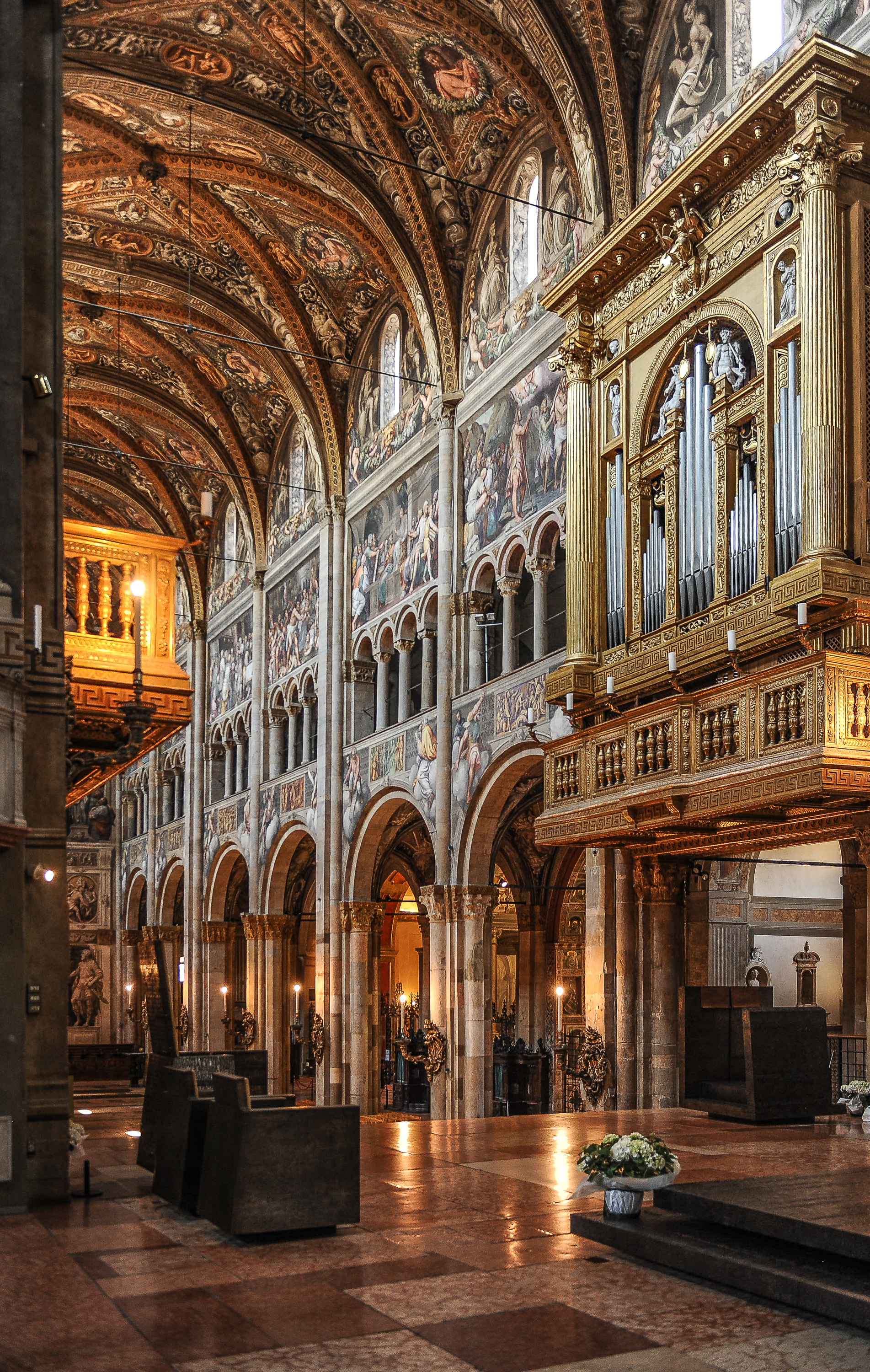
Langhaus mit Orgelprospekt

Die Geschichte der Orgeln der Kathedrale lässt sich aufgrund von Urkunden in das Jahr 1480 zurückverfolgen. Heute befinden sich in der Kathedrale drei Orgeln: Die Hauptorgel an der Wand des Mittelschiffs, eine Chororgel, und ein kleines Instrument in der Krypta. Die Hauptorgel geht zurück auf ein Instrument, das die Orgelbauer Gebrüder Serassi 1786 in dem damals bereits vorhandenen Orgelgehäuse aus dem 16. Jahrhundert neu erbauten. 1999 wurde die Orgelbaufirma Mascioni mit der Rekonstruktion dieses Instruments beauftragt, unter Wiederverwendung des noch vorhandenen Pfeifenmaterials und des Orgelgehäuses. 1942 wurde die Orgel abgebaut. Das Instrument hat 37 Register auf zwei Manualen und Pedal. Die Trakturen sind mechanisch.
| Grand’Organo C–d3  |
| Cornetto I D       |
| Cornetto II        |
| Fagotto B          |
| Tromba D           |
| Viola B            |
| Flutta D           |
| Flauto in VIII B/D |
| Flauto in XII B/D  |
| Voce umana D       |
| Sexque Altera II   |

| (Fortsetzung)     |     |
| Principale B/D    | 16′ |
| Principale I B/D  | 8′  |
| Principale II B/D | 8′  |
| Ottava B/D        | 4′  |
| Ottava II         | 4′  |
| XII               |     |
| XV                |     |
| XIX               |     |
| XXII              |     |
| XXVI–XXIX         |     |
| XXVI–XXIX         |     |
| XXXIII–XXXVI      |     |
| XXXIII–XXXVI      |     |
| XXXVI–XL          |     |

| Organo Eco C–d3 |       |
| Principale B/D  | 8′    |
| Ottava          | 4′    |
| Decimaquinta    | 2′    |
| Decimanona      | 2 ⁄3′ |
| Vigesimaseconda | 1′    |
| Vigesimasesta   | 2⁄3′  |
| Vigesimanona    | 1⁄2′  |
| Sesquialtera    |       |
| Flauto in VIII  |       |
| Cornetto III D  |       |
| Cromorno B/D    | 8′    |

| Pedale                |        |
| Contrabbassi e ottave | 16′+8′ |
| Timballi              |        |

## Baptisterium
Das Baptisterium San Giovanni südwestlich des Doms zählt zu den bedeutendsten seiner Art. Das turmhohe, reich gegliederte Oktogon wurde 1196–1216 erbaut und anschließend innen mit alt- und neutestamentlichen Szenen ausgemalt.